# (100621) 1997 TX23
(100621) 1997 TX23 es un asteroide perteneciente al cinturón de asteroides, descubierto el 11 de octubre de 1997 por el equipo del Spacewatch desde el Observatorio Nacional de Kitt Peak, Arizona, Estados Unidos.

## Designación y nombre
Designado provisionalmente como 1997 TX23.

## Características orbitales
1997 TX23 está situado a una distancia media del Sol de 3,072 ua, pudiendo alejarse hasta 3,480 ua y acercarse hasta 2,664 ua. Su excentricidad es 0,132 y la inclinación orbital 0,639 grados. Emplea 1967,00 días en completar una órbita alrededor del Sol.
Los próximos acercamientos a la órbita de Júpiter se producirán el 16 de marzo de 2124 y el 22 de marzo de 2183.

## Características físicas
La magnitud absoluta de 1997 TX23 es 15,2.